# Fundão (freguesia)
A Freguesia de Fundão foi a freguesia-sede do Município do Fundão a qual tinha 17,79 km² de área e 9 236 habitantes (2011), e, por isso, uma densidade populacional de 491 hab./km².
A Freguesia de Fundão foi extinta em 2013, no âmbito de uma reforma administrativa nacional, para, em conjunto com as Freguesias de Valverde, Donas, Aldeia de Joanes e Aldeia Nova do Cabo, formar uma nova freguesia denominada União das Freguesias de Fundão, Valverde, Donas, Aldeia de Joanes e Aldeia Nova do Cabo da qual é a sede.
Anteriormente designada Freguesia de São Martinho, tal como sugere a capa dividida do brasão. A paróquia da freguesia possui o nome de São Martinho de Dume, que é orago do Fundão desde tempos remotos, e naturalmente a freguesia tomou inicialmente o nome do santo protector.

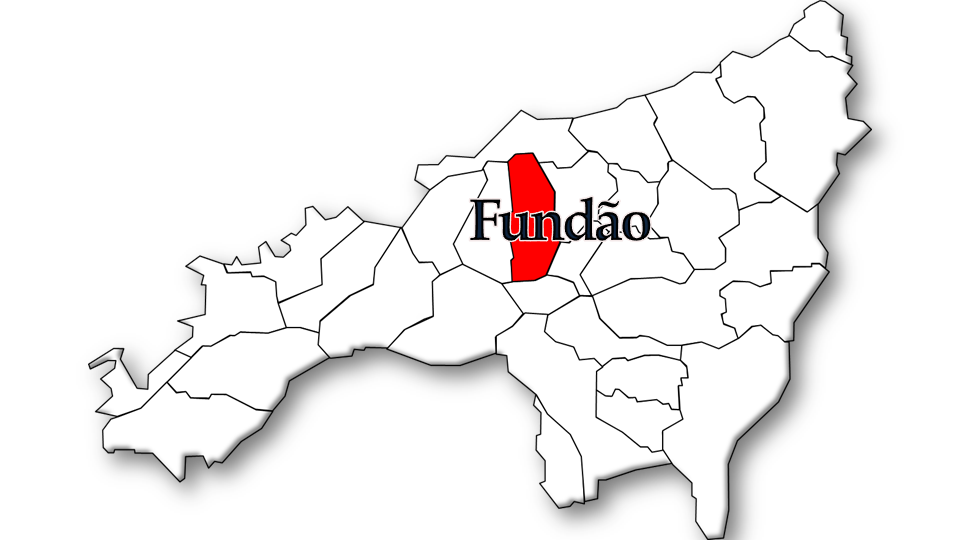
Localização no Município do Fundão

## População
| População da freguesia de Fundão | População da freguesia de Fundão | População da freguesia de Fundão | População da freguesia de Fundão | População da freguesia de Fundão | População da freguesia de Fundão | População da freguesia de Fundão | População da freguesia de Fundão | População da freguesia de Fundão | População da freguesia de Fundão | População da freguesia de Fundão | População da freguesia de Fundão | População da freguesia de Fundão | População da freguesia de Fundão | População da freguesia de Fundão |
| -------------------------------- | -------------------------------- | -------------------------------- | -------------------------------- | -------------------------------- | -------------------------------- | -------------------------------- | -------------------------------- | -------------------------------- | -------------------------------- | -------------------------------- | -------------------------------- | -------------------------------- | -------------------------------- | -------------------------------- |
| 1864                             | 1878                             | 1890                             | 1900                             | 1911                             | 1920                             | 1930                             | 1940                             | 1950                             | 1960                             | 1970                             | 1981                             | 1991                             | 2001                             | 2011                             |
| 2 375                            | 2 753                            | 2 801                            | 3 182                            | 3 537                            | 3 614                            | 4 272                            | 4 783                            | 5 400                            | 5 651                            | 5 328                            | 5 792                            | 7 070                            | 8 957                            | 9 236                            |

## Imprensa
O jornal local, semanário, é o conhecido Jornal do Fundão.

## Património
- Pelourinho do Fundão
- Igreja da Misericórdia do Fundão
- Igreja Matriz do Fundão
- Cine-teatro Gardunha
- Capelas do Espírito Santo e do Calvário
- Ermida de Nossa Senhora do Seixo
- Convento do Seixo
- Monumento a Nossa Senhora de Fátima
- Cruzeiro das Duas Dores
- Casas de Fernando Tudela de Castilho e Costa, brasonada dos Maias, quinhentista, dos Cunhas, do bispo de Angola e do Maranhão e de Santo António (e capela)
- Solares dos Vaz Guedes (atual Casa dos Maias)
- Solar do Morgado de São Nicolau de Alcongosta
- Porta gótica
- Edifício da junta de freguesia
- Edifícios (nas ruas João Franco, 15, João Pinto, 22-22A-13, e da Quinta, 51)
- Biblioteca Municipal Eugénio de Andrade
- Casino e teatro
- Museu Municipal
- Palácio do Quelho do Serrão e museu de arqueologia
- Vestígios arqueológicos